# 陈旭 (地质学家)
陈旭（1936年9月17日—），男，籍贯浙江湖州，生于江苏南京，中国古生物与地层学家，中国科学院南京地质古生物研究所研究员、国际奥陶系分会主席，中国科学院院士。

## 生平
1959年毕业于北京地质学院。
1997年，由陈旭率领的国际团队在浙江省常山县黄泥塘确立了中国的第一颗“金钉子”，确立了古生界奥陶系中奥陶统达瑞威尔阶的底界,生物标志为笔石。
2003年当选为中国科学院院士。